# Jan Świątecki
Jan Stanisław Świątecki, ps. „Taczewski” (ur. 23 czerwca 1894 w Ujściu Jezuickim, zm. wiosną 1940 w Charkowie) – podpułkownik piechoty Wojska Polskiego, działacz niepodległościowy, kawaler Orderu Virtuti Militari, ofiara zbrodni katyńskiej.

## Życiorys
Syn Stanisława i Marii z Piotrowskich, urodzony w Ujściu Jezuickim, w ówczesnym powiecie dąbrowskim Królestwa Galicji i Lodomerii. W 1914 roku złożył maturę w IV Gimnazjum Realnym w Krakowie. Od listopada 1912 roku członek Drużyn Strzeleckich w Krakowie. 8 sierpnia 1914 roku wstąpił do Legionów Polskich. Odbył kampanię wojenną z I Brygadą. W 1917 roku, po kryzysie przysięgowym, został wcielony do cesarskiej i królewskiej armii. 
W 1918 zgłosił się do Wojska Polskiego i otrzymał przydział do 5 pułku piechoty Leg. na stanowisko dowódcy kompanii. Awansował do stopnia porucznika. Walczył na froncie wojny 1920 r. w szeregach 5 pp Leg., 6 pułku piechoty Leg., 132 pułku piechoty, 207 pułku piechoty.
3 maja 1922 roku został zweryfikowany w stopniu kapitana ze starszeństwem z dniem 1 czerwca 1919 roku i 51. lokatą w korpusie oficerów piechoty, a jego oddziałem macierzystym był 3 pułk piechoty Legionów w Jarosławiu. 22 lipca 1922 roku został zatwierdzony na stanowisku pełniącego obowiązki dowódcy batalionu. W 1923 roku pełnił obowiązki dowódcy III batalionu 3 pp Leg. W następnym roku został przesunięty na stanowisko dowódcy I batalionu. 1 grudnia 1924 roku został mianowany majorem ze starszeństwem z dniem 15 sierpnia 1924 roku i 6. lokatą w korpusie oficerów piechoty. 23 stycznia 1929 roku został mianowany podpułkownikiem ze starszeństwem z dniem 1 stycznia 1929 roku i 28. lokatą w korpusie oficerów piechoty.
Następnie został przeniesiony do dowództwa 24 Dywizji Piechoty w Jarosławiu. 5 listopada 1928 roku został przeniesiony do 9 pułku piechoty Legionów w Zamościu na stanowisko zastępcy dowódcy pułku. 28 stycznia 1931 roku został przeniesiony do 6 Okręgowego Urzędu Wychowania Fizycznego i Przysposobienia Wojskowego we Lwowie na stanowisko kierownika. 28 czerwca 1933 roku został przeniesiony do 12 pułku piechoty w Wadowicach na stanowisko zastępcy dowódcy pułku. 26 maja 1934 roku został przeniesiony do 34 pułku piechoty w Białej Podlaskiej na stanowisko dowódcy pułku. Obowiązki dowódcy pułku pełnił do 24 czerwca 1938 roku. Na jego dalszej karierze zaważyła opinia służbowa wydana 9 listopada 1937 roku przez inspektora armii, generała dywizji Tadeusza Piskora. Został przeniesiony do Państwowego Urzędu Wychowania Fizycznego i Przysposobienia Wojskowego i wyznaczony na stanowisko oficera sztabowego do zleceń specjalnych w Komendzie Głównej Federacji Polskich Związków Obrońców Ojczyzny.
W czasie kampanii wrześniowej 1939 roku –  po agresji ZSRR na Polskę – w nieznanych okolicznościach dostał się do niewoli sowieckiej i przebywał w obozie w Starobielsku. Wiosną 1940 roku został zamordowany przez funkcjonariuszy NKWD w Charkowie i pogrzebany w bezimiennej mogile zbiorowej w Piatichatkach, gdzie od 17 czerwca 2000 roku mieści się oficjalnie Cmentarz Ofiar Totalitaryzmu w Charkowie.
5 października 2007 roku minister obrony narodowej Aleksander Szczygło mianował go pośmiertnie na stopień pułkownika. Awans został ogłoszony 9 listopada 2007 roku w Warszawie, w trakcie uroczystości „Katyń Pamiętamy – Uczcijmy Pamięć Bohaterów”.
Był żonaty, miał dwoje dzieci: Lilę i Andrzeja.

## Ordery i odznaczenia
- Krzyż Srebrny Orderu Wojskowego Virtuti Militari nr 6650 – 17 maja 1922[27][2][1][5][28]
- Krzyż Niepodległości – 22 grudnia 1931 „za pracę w dziele odzyskania niepodległości”[29][1][4]
- Krzyż Kawalerski Orderu Odrodzenia Polski – 1938
- Krzyż Walecznych czterokrotnie[4]
- Złoty Krzyż Zasługi – 10 listopada 1928 „w uznaniu zasług, położonych w poszczególnych działach pracy dla wojska”[30][1][4]
- Medal Pamiątkowy za Wojnę 1918–1921[1][3]
- Medal Dziesięciolecia Odzyskanej Niepodległości[1][3]

## Upamiętnienie
13 kwietnia 2016, w ramach akcji „Katyń... pamiętamy” / „Katyń... Ocalić od zapomnienia”, w ogrodzie Pałacu Prezydenckiego został zasadzony Dąb Pamięci poświęconego wszystkim Ofiarom Zbrodni Katyńskiej, certyfikat z numerem 1.